# Johann Baptist Müller (Politikwissenschaftler)
Johann Baptist Müller  (* 31. Mai 1932 in Bodnegg; † 11. November 2017 in Stuttgart) war ein deutscher Politikwissenschaftler.
Müller studierte an der Hochschule für Sozialwissenschaften in Wilhelmshaven, an den Universitäten Heidelberg und Göttingen und am Antioch College (USA). 1965 legte er die Prüfung für Diplom-Sozialwirte an der Universität Göttingen ab. An derselben Universität erfolgte 1972 die Promotion zum Dr. disc. pol., der die Habilitation an der Universität Stuttgart für das Fach Politikwissenschaft folgte.
Müller lehrte an der Universität Stuttgart, der Baylor University (USA) und der University of West London (Brunel). 1988 erhielt er die Sir Horst Koeppler Lectureship der Baylor University.

## Schriften
Bücher
- Bedürfnis und Gesellschaft. Bedürfnis als Grundkategorie im Liberalismus, Konservativismus und Sozialismus. Stuttgart 1971 (= Stuttgarter Beiträge zur Geschichte und Politik. Band 6).
- Liberalismus und Demokratie. Studien zum Verhältnis von Politik und Wirtschaft im Liberalismus. Stuttgart 1978 (= Stuttgarter Beiträge zur Geschichte und Politik. Band 11).
- Die Deutschen und Luther. Texte zur Geschichte und Wirkung. Stuttgart 1983 (= Reclams Universalbibliothek).
- Determinanten politischer Entscheidung. Berlin 1985 (= Beiträge zur Politischen Wissenschaft. Band 46).
- Herrschaftsintensität und politische Ordnung. Berlin 1986 (= Beiträge zur Politischen Wissenschaft. Band 48).
- Konservativismus und Außenpolitik. Berlin 1988 (= Beiträge zur Politischen Wissenschaft. Band 54).
- Deutschland und der Westen. Berlin 1989 (= Beiträge zur Politischen Wissenschaft. Band 55).
- Die politischen Ideenkreise der Gegenwart. Berlin 1992 (= Beiträge zur Politischen Wissenschaft. Band 64).
- Deutschland. Eine westliche Nation. Konzeptionen und Kontroversen. Herausgegeben von Johann Baptist Müller. Goldbach 1993.
- Religion und Politik. Wechselwirkungen und Dissonanzen. Berlin 1996 (= Beiträge zur Politischen Wissenschaft. Band 95).
- Werteverfassung und Werteverfall. Eine kulturkritische Betrachtung. Berlin 2000 (= Studien und Texte zur Erforschung des Konservativismus. Band 2).
- Konservatismus. Konturen einer Ordnungsvorstellung. Berlin 2007 (= Beiträge zur Politischen Wissenschaft. Band 146).

Beiträge zu Lexika und Sammelwerken
- Bedürfnis: In: Historisches Wörterbuch der Philosophie. Herausgegeben von Joachim Ritter. Band I: A-C. Basel und Stuttgart 1971. S. 765 ff.
- Besitz: In: Historisches Wörterbuch der Philosophie. Herausgegeben von Joachim Ritter. Band I: A-C. Basel und Stuttgart 1971. S. 846 ff.
- System der Bedürfnisse. In: Historisches Wörterbuch der Philosophie. Herausgegeben von Joachim Ritter. Band I: A-C. Basel und Stuttgart 1971. S. 846 ff.
- Bedürfnis, Bedarf und Bedürfnissteigerung im ökonomischen Bereich. In: Geschichtliche Grundbegriffe zur politisch-sozialen Sprache in Deutschland. Herausgegeben von Otto Brunner, Werner Conze und Reinhart Koselleck. Band I: A-D. Stuttgart 1973, S. 467 ff.
- Umweltverschmutzung aus wirtschafts- und sozialpolitischer Sicht. In: Grzimeks Tierleben. Ergänzungsband: Unsere Umwelt als Lebensraum. München 1973. S. 681 ff.
- Herrenmoral. In: Historisches Wörterbuch der Philosophie. Herausgegeben von Joachim Ritter. Band III: A-C. Basel und Stuttgart 1974. S. 1078 ff.
- Der deutsche Sozialkonservatismus. In: Helga Grebing u. a.: Konservatismus. Eine deutsche Bilanz. München 1971; Abgedruckt in Hans-Gerd Schumann: Konservatismus. Köln 1974. S. 199 ff. (= Neue wissenschaftliche Bibliothek).
- Einleitung zu Charles A. Beard: Eine ökonomische Interpretation der Verfassung der USA. Aus dem Amerikanischen. Frankfurt am Main 1974. S. 7 ff. (= Theorie; Suhrkamp Verlag)
- Bedürfnis - begriffsgeschichtlich. In: Die ‘wahren Bedürfnisse’. Herausgegeben von Simon Moser, Günter Ropohl und Walter Chr. Zimmerli. Basel und Stuttgart 1978. S. 146 ff (= Philosophie aktuell, Band III).
- Das politische System des Senegal. In: Heinrich Bechtoldt: Staaten ohne Nation. Stuttgart 1980. S. 276 ff.
- Das politische System Tunesiens. In: Heinrich Bechtoldt: Staaten ohne Nation. Stuttgart 1980. S. 286 ff.
- Liberalismus. Konkurrenzwirtschaft und Parlamentsdiskussion als Voraussetzungen ökonomischer und politischer Freiheit. In: Ideologien im Bezugsfeld von Geschichte und Gesellschaft. Herausgegeben von Anton Pelinka. Innsbruck 1981. S. 173 ff.
- Politische Lokale. In: Handwörterbuch zur politischen Kultur der Bundesrepublik Deutschland. Herausgegeben von Martin Greiffenhagen u. a. Opladen 1981. S. 320 ff.
- Zurück zur Natur? In: Kindlers Enzyklopädie Der Mensch. Band V. München 1983. S. 713 ff.
- Soziale Sicherheit aus anthropologischer Sicht. In: Kindlers Enzyklopädie Der Mensch. Band V. München 1985. S. 312 ff.
- Zum Beitrag der Politischen Wissenschaften im Studium des Sozialwesens. In: Wolf Rainer Wendt (Hrsg.): Studium und Praxis der Sozialarbeit. Stuttgart 1985. S. 72 ff.
- Die Hermeneutik als politikwissenschaftliche Erkenntnismethode. In: Rudolf Wildenmann (Hrsg.): Erkenntnisfragen und Forschungsprobleme der Politikwissenschaft. Mannheim 1987. S. 147 ff.
- Der Liberalismus in der Identitätskrise. In: Identitätskrise und Surrogatidentitäten. Herausgegeben von Cornelia Klinger und Ruthard Stäblein. Frankfurt am Main und New York 1989. S. 240 ff. (= Editions de la Maison des Sciences de l'Homme. Paris)
- Luther und die politische Freiheit. In: Freiheitliche Tendenzen der Deutschen Geschichte. Herausgegeben von Bernd Rill. Regensburg 1989. S. 12 ff. (= Zeitgeschehen, Analyse und Diskussionen. Band 2).
- Hermeneutik und Politikwissenschaft. In: Peter Haungs (Hrsg.): Wissenschaft, Theorie und Philosophie der Politik. Konzepte und Probleme. Baden-Baden 1990. S. 119 ff.
- Deutschland als Mitte und Mittler Europas. Eine geopolitisch-ideologische Betrachtung. In: ‘Innen’ und ‘Außen’ in der deutschen Geschichte. Herausgegeben von Jürgen Bellers und Ingo Haase. Münster und Hamburg 1992. S. 199 ff. (= Studien zur Politikwissenschaft. Band 65)
- Herrschaft (Neuzeit). In: Peter Dinzelbacher (Hrsg.): Europäische Mentalitätsgeschichte. Hauptthemen in Einzeldarstellungen (= Kröners Taschenausgabe. Band 469). Kröner, Stuttgart 1993, ISBN 3-520-46901-4, S. 476 ff.
- Quo vadis CDU? In: Wege aus der Parteienverdrossenheit. Herausgegeben von Paul-Ludwig Weinacht. Würzburg 1994. S. 65 ff.
- Bedürfnisentgrenzung in liberaler und konservativer Perspektive. In: Welche Dinge braucht der Mensch. Herausgegeben von Dagmar Steffen. Gießen 1995. S. 94 ff.
- Der politische Professor der Konservativen - Friedrich Julius Stahl (1803-1868). In: Konservative Politiker in Deutschland. Herausgegeben von Hans-Christof Kraus. Berlin 1995. S. 69 ff.
- Konservatismus. In: Lexikon der Aufklärung. Deutschland und Europa. Herausgegeben von Werner Schneiders. München 1995. S. 219 ff.
- Sozialdarwinismus. In: Historisches Wörterbuch der Philosophie. Herausgegeben von Joachim Ritter und Karlfried Gründer. Band 9. Basel 1995. S. 1127 ff.
- Friedrich Julius Stahl. Außenpolitik im Spannungsfeld von preußischem Patriotismus und christlicher Ordnungsvorstellung. In: Klassische Staatsentwürfe. Außenpolitisches Denken von Aristoteles bis heute. Herausgegeben von Jürgen Bellers. Darmstadt 1996. S. 160 ff.
- Lord Acton, Paul Bourget, Hermann Ehlers, Ludwig Freund, Eric Hoffer, Victor Aimé Huber, Korporatismus, Reinhold Niebuhr, Wilhelm Röpke, John Ruskin, Johann Heinrich Wichern. In: Lexikon des Konservatismus. Herausgegeben von Caspar von Schrenck-Notzing. Graz-Stuttgart 1996.
- Louis Gabriel Ambroise de Bonald, Francois René de Chateaubriand, Bertrand de Jouvenel. In: Theo Stammen, Gisela Riescher, Wilhelm Hofmann (Hrsg.): Hauptwerke der politischen Theorie (= Kröners Taschenausgabe. Band 379). Kröner, Stuttgart 1997, ISBN 3-520-37901-5.
- Konservativer Liberalismus und liberaler Konservatismus im deutschen politischen Denken des 19. Jahrhunderts. In: 1848. Epochenjahr für Demokratie und Rechtsstaat in Deutschland. Herausgegeben von Bernd Rill. München 1989 (= Berichte und Studien der Hanns-Seidel-Stiftung e.V. Band 77).
- Marktprinzip und Kulturverfall in konservativer Perspektive. In: Stand und Probleme der Erforschung des Konservatismus. Herausgegeben von Caspar von Schrenck-Notzing. Berlin 2000. Studien und Texte zur Erforschung des Konservatismus. Band 1.
- Abendland - ein Identitätskonzept, das neu entdeckt zu werden verdient? In: Paul-Ludwig Weinacht (Hrsg.): Wohin treibt die Europäische Union? Grundlagen und Dysfunktion der Einigungspolitik. Baden-Baden 2001. S. 27 ff.
- Staat und Minimalstaat. In: Erfahrungen, Erkenntnisse, Perspektiven. Herausgegeben von Joachim Kannicht. Waiblingen 2001. S. 55 ff.
- Späte Nachricht vom Minimalstaat. In: Staat und Politik. Festschrift für Paul-Ludwig Weinacht. Herausgegeben von Thomas Goll, Thomas Leuerer, Tilman Mayer und Hans-Georg März. Baden-Baden 2003. S. 40 ff.

Zeitschriftenaufsätze
- Die Sicherung der Lebensbedingungen; eine humanpolitische Forderung. In: Natur und Museum. Bericht der Senckenbergischen Naturforschenden Gesellschaft. Frankfurt am Main 1970. S. 555 ff.
- Ahnherr mit Vorbehalt. Zum dreihundertsten Todestag von John Milton. In: Evangelische Kommentare 8 (1975). S. 46 ff.
- Max Webers Demokratiekonzeption. In: Deutsche Vierteljahrsschrift für Literaturwissenschaft und Geistesgeschichte 51 (1977). S. 46 ff.
- August Winnigs Konversionen. In: Evangelische Kommentare 3 (1978). S. 168 ff.
- Politische Attitüden links und rechts. In: Civitas. Jahrbuch für Sozialwissenschaften 16 (1979). S. 154 ff.
- Pluralismus. In: Amerikastudien 24 (1979). S. 154 ff.
- Zwischen Pluralismus und Was heißt liberalkonservativ? Konvergenz und Distanz zwischen New Conservatism und Nouvelle Droite. In: Politische Vierteljahrsschrift 22 (1981). S. 69 ff.
- Was heißt 'liberalkonservativ'? In: Zeitschrift für Politik 29 (1982). S. 351 ff.
- Keynes in der Kontroverse. In: Evangelische Kommentare 16 (1983). S. 309 ff.
- Liberaler und autoritärer Konservatismus. In: Archiv für Begriffsgeschichte 23 (1985). S. 125 ff.
- Neokonservatismus in den USA. In: Soziologische Revue 8 (1985). S. 53 ff.
- Was ist Neokonservativismus? In: Soziologische Revue 10 (1987). S. 306 ff.
- Konservative Flügelkämpfe. Marktwirtschaft oder Sozialintervention? In: Evangelische Kommentare 20 (1987). S. 27 ff.
- Einheit trotz Glaubensspaltung. In: Politische Studien 40 (1989). S. 241 ff.
- Konservatismus in der Strukturkrise. In: Soziologische Revue 12 (1989). S. 184 ff.
- Der Korporatismus im Spannungsfeld von Konservatismus, Liberalismus und Sozialismus. In: Zeitschrift für Politik 35 (1989). S. 27 ff.
- Martin Luther als Anwalt des Liberalismus? In: Zeitschrift für Religions- und Geistesgeschichte 42 (1990). S. 217 ff.
- Reinhold Niebuhrs christlicher Realismus. In: Evangelische Kommentare 4 (1991). S. 203 ff.
- Brauchen wir ein neues Grundgesetz? In: Politische Studien. Heft 323. 43 (1992). S. 19 ff.
- Europäische Kulturtradition und nationale Identität. In: Die politische Meinung Nr. 276 (1992). S. 27 ff.
- Reinhold Niebuhrs Demokratielehre. In: Politisches Denken. Jahrbuch 1994. S. 137 ff.
- Formen des Konservatismus. In: Die politische Meinung. Heft 305. April 1995. S. 51 ff.
- Weltstaat contra Nationalstaat - die geistesgeschichtlichen Wurzeln der Vereinten Nationen. In: Politische Studien 47 (1997). S. 9 ff.
- Die soziale Frage - der blinde Fleck der ‚Chicago School‘. In: Berliner Debatte/Initial 9 (1998). S. 53 ff.
- Die Staatslehre Friedrich Julius Stahls. In: IfS-Nachrichten 13. München 1999 (Institut für Staatswissenschaften. Universität der Bundeswehr München).
- Der abendländische Topos in der konservativen Denkfamilie der Vor- und Nachkriegszeit. In: Der europäische Gedanke. Hintergrund und Finalität. Hrsg. v. Reinhard C. Maier-Walser und Bernd Rill. Sonderausgabe Politische Studien 2000. S. 133 ff.
- Dostojewskis soziale und politische Ordnungsvorstellungen. In: Zeitschrift für Religions- und Geistesgeschichte 53 (2001). S. 227 ff.
- Welche kulturelle Bedeutung ist Europa heute zuzuschreiben? In: Politische Studien 53 (2002). S. 82 ff.
- Staat und Minimalstaat. In: Zeitschrift für Politik 50 (2003). S. 144 ff.
- Die Ökonomisierung unserer Lebenswelt. In: Zeitschrift für Religions- und Geistesgeschichte 56 (2004). S. 332 ff.
- Die Legitimität des politischen Denken Edmund Burkes. In: Politische Studien 55 (2004). S. 84 ff.